# Silicon Glen
Silicon Glen ("la falla de silicio") es el seudónimo para el sector industrial de alta tecnología desarrollado en Escocia. El nombre se aplica especialmente a la franja central de Escocia o Central Belt, el triángulo delimitado por Dundee, Inverclyde y Edimburgo, e incluye el condado de Fife, Glasgow y Stirling; otras empresas electrónicas situadas fuera de esta zona también se consideran incluidas en esta definición. Aunque no se encuentra realmente situada en torno a un glen, valle o cañada, ya que abarca un área mucho más amplia, la denominación nace probablemente del paralelismo con el Silicon Valley estadounidense, y está en uso en Escocia desde los años 80. 

## Historia
Silicon Glen nació con el progresivo desarrollo de empresas tecnológicas en Escocia, especialmente desde que IBM instaló una de sus fábricas en Greenock en 1953. Durante la primera época de Silicon Glen esta fue la situación dominante: la implantación de fábricas de hardware para empresas extranjeras, en mucha mayor medida que desarrollo de software o de empresas autóctonas.
El énfasis en empresas electrónicas nació a raíz de la desaparición de las industrias tradicionales escocesas: los astilleros y la minería. Las agencias gubernamentales de desarrollo vieron entonces en las empresas de electrónica una posible salida para reubicar a la gran masa de parados, dado que el proceso de formación no era demasiado costoso.
Silicon Glen tuvo una influencia significativa en el desarrollo del uso de materiales semiconductores, en especial desde que en 1960 Hughes Aircraft estableció su primera fábrica fuera de Estados Unidos en Glenrothes para fabricar diodos de germanio y silicon. En 1966 Elliott Automation estableció otra planta de producción también en Glenrothes, a la que siguió un laboratorio de investigación sobre MOS ("Metal-oxide Semiconductors") en 1967. Nuevas fábricas de General Instrument, Motorola y National Semiconductor abrieron sus puertas en 1969, y varias más en el mismo sector en los años siguientes.
Entre las empresas más importantes que se han establecido en Silicon Glen desde entonces cabe destacar a Sun Microsystems (con base en Linlithgow, y a Digital Equipment Corporation en South Queensferry, donde se construyó el pionero procesador de 64 bits DEC Alpha.

## Silicon Glen hoy
La alta dependencia de la electrónica de la economía escocesa afectó gravemente a Silicon Glen tras el desplome del sector tecnológico en 2000. Viasystems, National Semiconductor, Motorola y Chunghwa redujeron sus plantillas en la zona y algunas fábricas cerraron sus puertas. El efecto del cierre de la planta de Viasystems todavía se nota en la economía de los Scottish Borders en la actualidad.
Sin embargo, hay señales prometedoras de recuperación, que se unen a una mayor diversificación de la economía en Escocia. En este sentido, cabe destacar el desarrollo de nuevas empresas de software, basadas en algunos talentos locales, como la empresa Rockstar North, desarrolladores de la serie de éxito mundial Grand Theft Auto. Las industrias de diseño y desarrollo tecnológico han establecido además fuertes lazos con las Universidades escocesas, dando origen a compañías locales como Wolfson, Linn, Nallatech, Axeon o 4i2i, y a proyectos como el Alba Campus. El sector de desarrollo de software también atrajo a Amazon.com, que estableció su primer centro de programación fuera de Estados Unidos en Edimburgo. De esta forma, la economía de Silicon Glen ha pasado a depender en menor medida de empresas extranjeras, y ha permitido a Escocia recuperarse del estallido de la burbuja tecnológica.